# Kwarcowe gabro
Kwarcowe gabro – średnio- lub gruboziarnista zasadowa skała magmowa głębinowa. Należy do grupy diorytoidów i gabroidów. Zawiera 90% plagioklazów w stosunku do skaleni potasowych (do 10%), 5–20% kwarcu, 25–60% minerałów ciemnych. Na diagramie klasyfikacyjnym QAPF kwarcowe gabro zajmuje wraz z kwarcowym diorytem pole 10*.

## Skład mineralny
Plagioklazy – labrador, bytownit, skaleń potasowy, kwarc, pirokseny (augit, diopsyd, hipersten), ortoklaz, mikroklin, kwarc, amfibole, biotyt, skaleniowce (gabro foidonośne, gabro foidowe). Minerały akcesoryczne: ilmenit, magnetyt, tytanit, rutyl, apatyt, granaty, korund.

## Cechy zewnętrzne
Barwa szarozielona, zielona, zielonoczarna, czarna. Przełam nierówny, ziarnisty.

## Budowa wewnętrzna
Jawnokrystaliczna, równo-różnokrystaliczna, drobno-, średnio-, grubokrystaliczna, bezładna, rzadko kierunkowa, zbita.